# کرنب بری

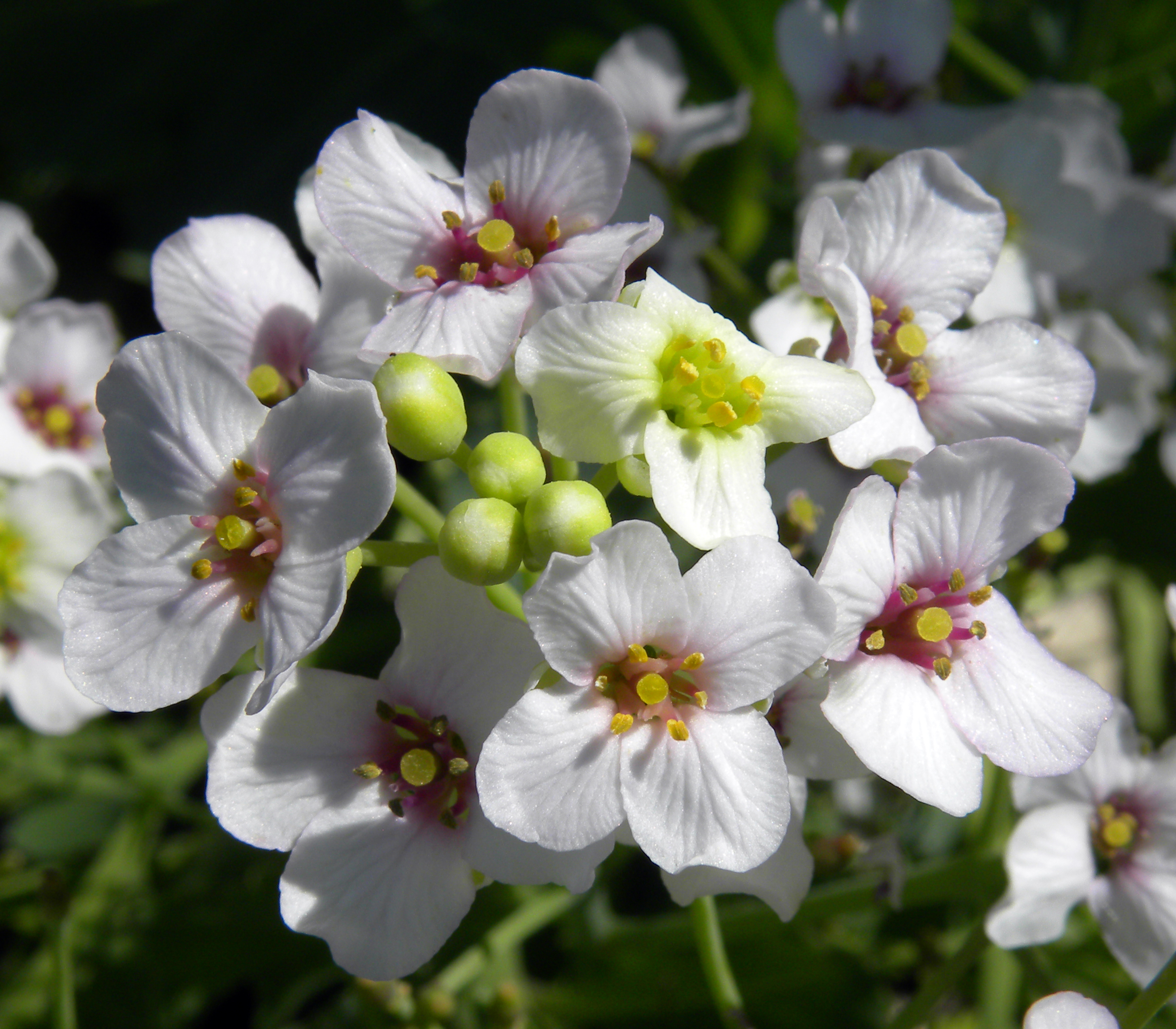
گل‌های کرنب بری، سارما، استونی

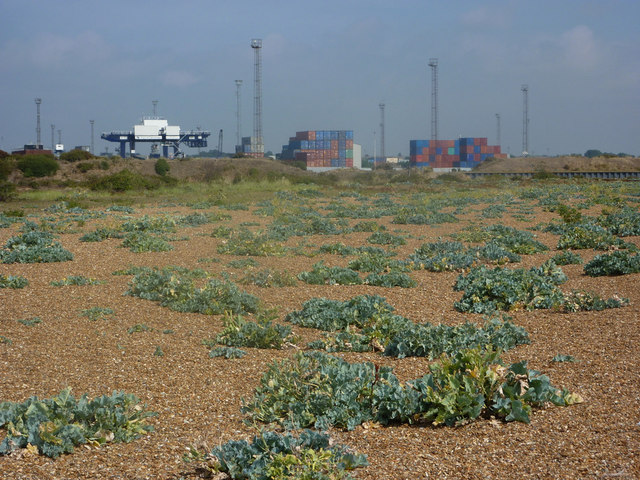
کرنب بری در ساحل شنی، لندگارد فورت

کرنب بری(نام علمی: Crambe maritima)،گونه‌ای از گیاهان شورپسند گلدار از سرده سپیده و تیره شب‌بویان (چلیپائیان) است. که در امتداد سواحل اروپا، از اقیانوس اطلس شمالی تا دریای سیاه به صورت خودرو رشد می‌کند.

## توصیف
کرنب بری گیاه پایایی است ،که به شکل تپه  و تا ارتفاع ۷۵ سانتی‌متر و عرض ۶۰ سانتی‌متر رشد می‌کند.برگهای بزرگ گوشتی با رنگ سبز مایل به زرد شبیه کولارد سبز و گل‌های سفید فراوان دارد.هر کدام از دانه‌ها در یک غلاف کروی قرار دارند.